# Glochidion moluccanum
Glochidion moluccanum är en emblikaväxtart som beskrevs av Carl Ludwig von Blume. Glochidion moluccanum ingår i släktet Glochidion och familjen emblikaväxter.
Artens utbredningsområde är Sulawesi.

## Underarter
Arten delas in i följande underarter:
- G. m. glabrescens
- G. m. moluccanum